# Джарін Блашке
Джарін Блашке (англ. Jarin Blaschke; нар. 28 вересня 1978, Бенд) — американський кінооператор.
У кіноіндустрії працює з 2000 року. З 2008 року співпрацює з режисером Робертом Еггерсом, створивши з ним фільми жахів «Відьма» (2015), «Маяк» (2019), «Носферату» (2024), а також історичний бойовик «Варяг» (2022). Серед інших робіт — фільми жахів «Темні коридори» (2018) та «Стукіт у двері» (2023).
За роботу над «Маяком» і «Носферату» номінувався на центральні премії «сезону кінонагород», зокрема «Оскар».

## Життєпис
Народився 28 вересня 1978 року у місті Бенд, штат Орегон. З 10-річного віку мав справу з компактною камерою, пізніше — з Nikon 1970-х років виробництва. Навчаючись у школі, відвідував курси мистецтва фотографії.
У 16-річному віці переїхав до Нью-Йорку, де закінчив школу візуального мистецтва на 23-й вулиці в Мангеттені. На початковому етапі кар'єри відзняв велику кількість короткометражних фільмів студентів Колумбійського університету.
У 2007 році, після того, як декілька короткометражних фільмів, фільмованих Блашке, відібрали на кінофестиваль «Санденс», з оператором зв'язався 24-річний режисер-початківець Роберт Еггерс. Через рік вийшла їхня перша спільна робота — короткометражна стрічка «Серце виказало» за однойменним оповіданням Едгара Аллана По. У тому ж році Блашке відповідав за фільмування свого першого повнометражного фільму Calling it Quits.
Після низки фільмів жанру мамблкор, у 2015 році Блашке вперше працював із Еггерсом над повнометражною стрічкою — фільмом жахів «Відьма», майже цілковито відзнятою за допомогою натурального світла, з вицвілою палітрою кольорів і форматом екрану 1.66:1. Критики та самі творці фільму відзначали вплив на них операторської роботи Джона Олкотта у класичному фільмі жахів «Сяйво».
У 2017-2018 роках Блашке фільмував декілька незалежних фільмів, зокрема «Озеро Шиммер» і «Зворотні дороги». До жанру жахів він повернувся, розробивши візуальний стиль стрічки «Темні коридори» (2018) Родріго Кортеса, надихаючись у своїй роботі доробком класика операторського методу пересвітлення Роберта Річардсона.
Сподіваюсь, що хороший оператор схожий на алхіміка. Береш лист паперу та один абсолютно інакший від попереднього засіб посередництва. У тебе є тільки чорні цятки на папері, які ти перетворюєш на зображення. Це ж певною мірою трансмутація, чи не так?
У 2019 році Блашке повернувся до роботи з Робертом Еггерсом над чорно-білим фільмом жахів «Маяк». Оператор фільмував його на 35-мм плівку з форматом екрану 1.19:1, надихаючись здебільшого візуальними мовами «М» Фріца Ланга та «Кишенькового злодія» Робера Брессона. За роботу над фільмом Блашке був вперше номінований на центральні премії «сезону кінонагород», зокрема «Оскар».
Через три роки Блашке-Еггерс вперше відійшли від жанру камерних жахів, створивши великобюджетний історичний бойовик «Варяг». Знімання епічних батальних сцен проводились тільки однією камерою, а кольори для денних сцен навмисно обрали тьмяні та вицвілі. Зростаючи в Орегоні, Блашке постійно спостерігав за нічним феноменом ефекту Пуркинє, тому для кольорів нічних сцен фільму повторив прийом із «Маяка» — наклав на камеру лінзи з блакитним фільтром, спеціально сконструйовані компанією Schneider Kreuznach.
Після апокаліптичного фільму жахів «Стукіт у двері» Блашке почав розробку візуального стилю «Носферату» (2024). Основними джерелами натхнення для оператора були «Дракула» Тодда Браунінга, «Пікова дама» Торольда Дікінсона та доробок оператора та режисера Фредді Френсіса, зокрема «Невинні». З зображального мистецтва найбільший вплив на творців мали представники німецького романтизму, зокрема Каспар Давид Фрідріх. Блашке вважає виконану ним роботу в фільмі, вдруге номіновану на «Оскар», найкращою у своїй кар'єрі, хоча й визнавав, що «Носферату» виглядає фактично так само, як і «Варяг».
Живе в Англії. Виховує доньку.

## Творчий доробок
- «Сучка» (2006; короткометражний)
- «Серце виказало» (2008; короткометражний)
- «Кривава ніч» (2009)
- «Крихітка» (2012)
- «Будинок на краю галактики» (2013; короткометражний)
- «Я вірю в єдинорогів» (2014)
- «Брати» (2015; короткометражний)
- «Відьма» (2015)
- «Озеро Шиммер» (2017)
- «Душі абсолюту» (2018; короткометражний)
- «Зворотні дороги» (2018)
- «Темні коридори» (2018)
- «Маяк» (2019)
- «Вілла „Блідий кінь“» (2020; мінісеріал)
- «Варяг» (2022)
- «Стукіт у двері» (2023)
- «Носферату» (2024)

## Нагороди
- Номінація на премію Асоціації кінокритиків Вашингтону за найкращу операторську роботу («Маяк», 2019)
- Номінація на премію Британського товариства кінооператорів за найкращу операторську роботу («Маяк», 2019)
- Премія Спільноти кінокритиків Сан-Дієго за найкращу операторську роботу («Маяк», 2019)
- Премія «Незалежний дух» за найкращу операторську роботу («Маяк», 2020)
- Премія Американського товариства кінооператорів у категорії «В центрі уваги» («Маяк», 2020)
- Номінація на премію Асоціації кінокритиків Чикаго за найкращу операторську роботу («Маяк», 2020)
- Номінація на премію «Вибір критиків» за найкращу операторську роботу («Маяк», 2020)
- Номінація на премію BAFTA за найкращу операторську роботу («Маяк», 2020)
- Номінація на премію «Оскар» за найкращу операторську роботу («Маяк», 2020)
- Премія Спільноти кінокритиків Сан-Дієго за найкращу операторську роботу («Носферату», 2024)
- Премія Асоціації кінокритиків Вашингтону за найкращу операторську роботу («Носферату», 2024)
- Номінація на премію Асоціації кінокритиків Чикаго за найкращу операторську роботу («Носферату», 2024)
- Премія Національної ради кінокритиків США за найкращу операторську роботу («Носферату», 2024)
- Номінація на премію Національної спілки кінокритиків США за найкращу операторську роботу («Носферату», 2025)
- Номінація на премію Лондонського гуртка кінокритиків за технічне досягнення року («Носферату», 2025)
- Номінація на премію Канзаського гуртка кінокритиків за найкращу операторську роботу («Носферату», 2025)
- Номінація на премію Британського товариства кінооператорів за найкращу операторську роботу («Носферату», 2025)
- Номінація на премію Американського товариства кінооператорів за найкращу операторську роботу («Носферату», 2025)
- Номінація на премію «Супутник» за найкращу операторську роботу («Носферату», 2025)
- Премія «Вибір критиків» за найкращу операторську роботу («Носферату», 2025)
- Номінація на премію BAFTA за найкращу операторську роботу («Носферату», 2025)
- Номінація на премію «Оскар» за найкращу операторську роботу («Носферату», 2025)